# Аляска (Тернопіль)
«Аляска» — житловий мікрорайон Тернополя на його північно-східних околицях. Офіційно це два мікрорайони — № 11 і № 12.
Назву ця частина міста отримала через те, що мікрорайон знаходиться найдалі від центру.[джерело?]
Мікрорайон забудований переважно 9-ти та 5-поверховими будинками у 1980—1990-х роках, зокрема на бульварі Д. Вишневецького є один 16-поверховий будинок. Приватного сектору немає, але на півдні мікрорайону є дачі садівничого товариства «Ювілейне» (17,5 га). Саме тут міська влада обіцяла побудувати новий парк. Наразі ділянки землі (80 ділянок), які належали дачникам викуплені приватними будівельними компаніями. А отже тут буде побудовано житловий комплекс, який буде містити парк.

## Вулиці
- Бульвар Дмитра Вишневецького
- Бульвар Пантелеймона Куліша
- Володимира Великого
- Полковника Морозенка
- Леся Курбаса
- Василя Симоненка
- Київська
- 15 Квітня

## Храми
У мікрорайоні є греко-католицька церква Святого Петра та будується православний храм. Також на вулиці Володимира Великого є новозбудований монастир Францисканів.

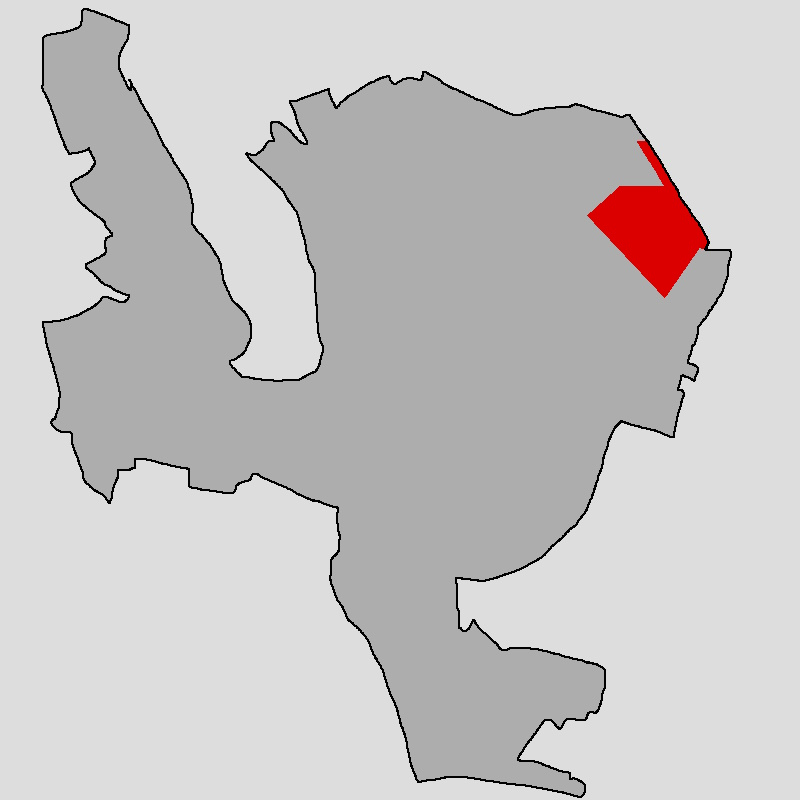
Мікрорайон "Аляска" на мапі м.Тернопіль

## Пам'ятники
У мікрорайоні є пам'ятник святому Франциску на вул. В. Великого та планується встановлення пам'ятника Лесю Курбасу на однойменній вулиці.

## Комерція
На розі вулиць Леся Курбаса і Текстильної розташований новітній торгово-розважальний центр «Подоляни».

## Освітні заклади
У межах мікрорайону розташовані школи:
- Тернопільська загальноосвітня школа № 26
- Тернопільська загальноосвітня школа № 27
- Тернопільська загальноосвітня школа № 28
- Тернопільська спеціалізована школа № 29

## Транспорт
Через мікрорайон їздять тролейбуси № 3 і № 8, автобуси № 13, № 14, № 18, № 19, № 21, № 22, № 22А, № 24, № 27, № 35.